# Highlands (Columbia Británica)
Highlands es un municipio distrital canadiense situado en la provincia de Columbia Británica.

## Superficie
Highlands tiene una superficie de 38,01 km².

## Demografía
En 2021, tenía 2482 habitantes, una densidad poblacional de 65,3 hab./km², y 927 viviendas.